# Кшиштоф Ланг
Кшиштоф Ігнацій Ланг (пол. Krzysztof Lang, нар. 2 червня 1950 у Варшаві) — польський режисер і сценарист.

## Життєпис
Закінчив хімічний факультет у Варшавському університеті, а в 1981 році — факультет кіно і телебачення Сілезького університету. Займається художніми, документальними, короткометражними та історичними фільмами. Поставив 13 вистав Телевізійного театру.

## Фільмографія

### Повнометражні фільми
- 1979 — Клінч — асистент режисера
- 1983 — Вірна річка — режисерська співпраця
- 1984 — Малюнок — режисер, сценарист
- 1991 — Одруження Пап'єрове — режисер, сценарій
- 1993 — Євангеліє від Гаррі — асистент режисера
- 1995 — Провокатор (номінація на премію «Золоті леви»)
- 2000 — Зона тиші (номінація на премію «Золоті леви»)
- 2009 — Любов на подіумі — режисер
- 2010 — Сніданок у ліжку — режисер
- 2015 — Слабка стать? — директор
- 2017 — Ой, спи малятко — режисер
- 2022 — Березень '68 — режисер

### Короткометражні та документальні фільми
- 1982 — Розмова 1982
- 1985 — Нафтохімія
- 1985 — Якби ти прийшов до цієї стіни
- 1985 — Трохи добре
- 1987 — К-2
- 1988 — Реквієм
- 1988 — Жорстка посадка
- 1988 — Танго Аконкагуа
- 1988 — Люди на Балторо
- 1992 — Кабаре під Егідою
- 1992 — Палець історії, або історія пальця Яна Нарожняка
- 1993 — Лісовчики
- 1994 — Варшавське повстання 1944 року
- 1996 — Адамполь — Полонезкой
- 1996 — Історія опозиції
- 1997 — Парадайз
- 1998 — Егзарча Стефан
- 1999 — "Данчо і монастир ", режисер Ів Гуле
- 2000 — Клініка чудес
- 2000 — Провінційні жінки
- 2001 — Париж Владислава Любомирського
- 2001 — Прокляття скарбу інків
- 2002 — Адреналін
- 2003 — Справжні собаки — Кшисєк і Славек
- 2004 — Ласкаво просимо додому
- 2005 — Банахові простори
- 2008 — Оборона Львова (документальний)

### Серіали
- 1999—2000 — Лот 001 — режисер епізодів 1, 3, 4, 6, 8, 10
- 1999—2000 — Прокажений — режисер епізодів 14, 15
- 2000 — Клініка чудес
- 2001 — Справжні собаки
- 2002—2003 — Гаряча тема — режисер епізодів 13-16
- 2003 — Бао-Баб, або зелено мені — режисер епізодів 2–5, 7, 11–12
- 2004—2006 — Хвиля злочинності — режисер епізодів 15, 16, 17, 18, 19, 20, 21, 22, 23, 24, 25, 26, 27, 28, 29, 30, 31, 32, 33, 44, 45, 46, 47, 50
- 2005 — Дикий 2: Дуель — режисер
- 2007 — Міське право — режисер
- 2005—2007 — Магда М. — режисер епізодів 23–45
- 2008 — Відділ убивств — режисер епізодів 1, 4, 7-9, 12-14, 16, 18, 20, 24-25, 29-30, 35-40, 42, 44
- 2012 — Комісар Алекс — режисер 2 сезону.

### Акторські ролі
- 1991 — Так так, лікар у пологовому відділенні
- 1993 — Пора на чарівниці, як режисер репортажу про бездомних з Центрального вокзалу
- 1993 — Баланга, як міліціонер
- 2008 — Відділ вбивств, як режисер Бронек Корнацький

## Нагороди
- 1992 — Łagów (Любуське кіно літо) Срібне гроно За Паперовий шлюб